# Aderus atomarioides
Aderus atomarioides es una especie de insecto coleóptero de la familia Aderidae. Fue descrito científicamente por George Charles Champion en 1916.

## Distribución geográfica
Habita en la Isla de San Vicente en las Antillas.